# 李源弘
李 源弘（イ・ウォノン、朝鮮語: 이원홍、1903年3月9日 - 1976年4月7日）は、日本統治時代の朝鮮および大韓民国の検察官、弁護士、政治家、教育者。制憲・第6代韓国国会議員。

## 経歴
ソウル市城東区または慶尚南道陜川郡出身。全北公立師範学校（現・全州教育大学校）講習科を経て、1931年普成専門学校（現・高麗大学校）法科卒。日本統治時代に教員を務め、慶州で農場を経営した。光復後は1946年から大邱地方法院検事局検事、大邱地方検察庁検察官を務め、1年後に弁護士となった。その後は韓国民主党創党発起人・代議員・中央執行委員・大邱市党部副委員長、過政法務局事務官、国会法起草委員会委員、民主国民党中央常任委員、大韓独立促成国民会中央常務執行委員、自由党中央常務副委員長などを務めた。1956年11月に康文学院理事長、1957年に明星女子中学校（現・東国大学校師範大学附属伽藍高等学校）第7代校長を務めた。
1963年の第6代総選挙では自由民主党の候補として全国区から出馬して落選したが、1967年の任期満了直前、金載瑋の離党により繰り上げ当選して、国会議員を10日（一説4日）間だけ務めた。
その後は新民党に移籍し、弁護士としても活動していたが、1970年3月に9人の党員と共に「新民党が野党の使命を果たすことができない」という声明を発表して離党した。翌1971年には国民党運営委員に任命された。
1976年4月7日、ソウル市城北区の自宅で持病により死去。享年74。